# KYOSUKE HIMURO 25th Anniversary TOUR GREATEST ANTHOLOGY -NAKED-FINAL DESTINATION
『KYOSUKE HIMURO 25th Anniversary TOUR GREATEST ANTHOLOGY -NAKED-FINAL DESTINATION』（キョウスケ・ヒムロ・トゥエンティフィフス・アニヴァーサリー・ツアー・グレイテスト・アンソロジー・ネイキッド・ファイナル・デスティネーション）は、日本のミュージシャンである氷室京介のライブ・ビデオ。
一般発売された『KYOSUKE HIMURO 25th Anniversary TOUR GREATEST ANTHOLOGY -NAKED-FINAL DESTINATION DAY-01』と、Official Fan Club KING SWING会員限定で発売された『KYOSUKE HIMURO 25th Anniversary TOUR GREATEST ANTHOLOGY -NAKED-FINAL DESTINATION DAY-02』の2形態がある。本項で2作品ともに記述する。

## 解説
- 氷室京介が2014年3月15日から7月20日にかけて行ったライブ・ツアー「25th Anniversary TOUR GREATEST ANTHOLOGY -NAKED-」から、2014年7月19日、20日の横浜スタジアムでの追加公演の模様をそれぞれ収録している[3][4][5][6][7][8][9][10]。
- 氷室の野外での単独公演は1998年に開催された「TOUR "COLLECTIVE SOULS"1998 One Night Stand」の横浜スタジアム公演以来、16年振りである[10][11][12][13][14]。
- 氷室は、追加公演開催にあたり、「ソロデビュー25周年というツアーで、本当に長い間応援してくれているみんなから、どこの会場でも熱いパワーをもらっている。追加公演が決って、トータル50公演をこの勢いで突っ走りたいと思う」とコメントした[10][11][13]。
- 本公演では、氷室の発案により、来場者全員にメモリアルタンクトップをプレゼントした[15][16][17][18][注 1]。
- 氷室の25周年記念として、WOWOWと「WOWOW presents KYOSUKE HIMURO 25th Anniversary TOUR GREATEST ANTHOLOGY -NAKED-」と題してコラボレーションし、ライブの独占放送やオリジナルグッズの販売を行った。これにより氷室は、「3年振りの全国ツアーになるので緊張と興奮が日々高まってきています。全ての会場で集まってくれるみんなと音楽のvibeを共有できたらいいなと思っています。早くもWOWOWでの放送が決まっているようなのでこちらも楽しみにしていて下さい。」とコメントした[19]。また、フランスのファッションブランド『クロエ』の社会貢献プロジェクト「Chloé 5-Color Charity」とコラボレーションし、ツアー会場にて、クロエ・レッド・チャリティ・ブレスレットに、氷室のロゴを合わせた物を販売し、販売収益を東日本大震災復興支援として寄付した[20][21]。
- 本公演開催を記念し、30thシングル「ONE LIFE」の横浜スタジアムメモリアル限定盤が本会場内と、本公演のチケットとセットで通販サイト・ワーナーミュージックダイレクトにて販売された[15][16][22]。
- 『DAY-01』『DAY-02』の両方に、DVD、Blu-rayと同内容のライブ音源を収録したCDが付属している[3][4][5][6][7][8][9]。
- 氷室は、本公演の1週間前の7月13日に山口県周南市の周南市文化会館にて行われた公演で、「氷室京介を卒業する」と発表し、2015年に企画している公演をもってライブ活動の無期限休止をすると表明した[3][5][6][7][8][9][12][14][17][18][注 2]。また、本公演でライブの活動無期限休止の理由を、耳の不調が原因だと語った[23][24]。
- 20日のファイナル公演では、横浜スタジアム付近で落雷があり、公演が一時中断した。また、氷室は前日の19日のリハーサル中に雨により濡れたステージで転倒し、肋骨を骨折した。これらについて氷室は謝罪し、「今日はケガをしていてこれ以上できないけど、また必ずどこかでリベンジをやると約束します！」と語った[17][18][23][24][25]。

## 収録曲

### KYOSUKE HIMURO 25th Anniversary TOUR GREATEST ANTHOLOGY -NAKED-FINAL DESTINATION DAY-01
1. WARRIORS
2. PARACHUTE
3. WILD AT NIGHT
4. Girls Be Glamorous
5. CALLING
6. 眠りこむ前に
7. DEAR ALGERNON
8. ONE LIFE
9. BANG THE BEAT
10. Doppelgänger
11. NATIVE STRANGER
12. 魂を抱いてくれ
13. IF YOU WANT
14. ROCK' N' ROLL SUICIDE
15. WEEKEND SHUFFLE
16. IN THE NUDE
17. LOVE & GAME
18. DRIVE
19. WILD ROMANCE
20. NORTH OF EDEN
21. THE SUN ALSO RISES
22. VIRGIN BEAT
23. JEALOUSY
24. SUMMER GAME
25. ANGEL

### KYOSUKE HIMURO 25th Anniversary TOUR GREATEST ANTHOLOGY -NAKED-FINAL DESTINATION DAY-02
1. WARRIORS
2. PARACHUTE
3. WILD AT NIGHT
4. Girls Be Glamorous
5. CALLING
6. 眠りこむ前に
7. DEAR ALGERNON
8. たどりついたらいつも雨ふり
9. ONE LIFE
10. BANG THE BEAT
11. Doppelgänger
12. NATIVE STRANGER
13. 魂を抱いてくれ
14. IF YOU WANT
15. Rock' n' roll Suicide
16. WEEKEND SHUFFLE
17. IN THE NUDE
18. LOVE & GAME
19. DRIVE
20. WILD ROMANCE
21. NORTH OF EDEN
22. The Sun Also Rises
23. ANGEL

## 参加ミュージシャン
- 氷室京介 - ボーカル
- チャーリー・パクソン - ドラムス
- 西山史晃 - ベース
- Yukihide "YT" Takiyama - ギター
- 本田毅 - ギター
- 大島俊一 - キーボード
- 中野哲靖 - マニピュレーター